# Дзурева къща
Дзуревата къща (на гръцки: Οικία Τζουρά) е къща в град Сятища, Гърция.
Собственост е на семейство Дзурас. Къщата е построена от майстора Димо Теодоро, който е възможно да е майстор Димо от Жупан. В 1966 година къщата е обявена за паметник на културата.